# Суш (Тива)
Сільське поселення (сумон) Суш (тув.: Сөөш) входить до складу Пій-Хемського кожууна Республіки Тива Російської Федерації. Має статус центру сумона. Відстань до Турана 19 км, до Кизила – 43 км, до Москви – 3887 км.

## Населення
Населення сумона станом на 1 січня року
| Рік    | 2011 | 2012 | 2013 | 2014 | 2015 |
| ------ | ---- | ---- | ---- | ---- | ---- |
| Насел. | 496  | 497  | 489  | 490  | 490  |